# Церкви Миру
Церкви Миру (пол. Kościoły Pokoju, нім. Friedenskirchen) — найбільші дерев'яні сакральні споруди в Європі. Розташовані в польських містах Свідниця та Явор (Нижньосілезьке воєводство). У 2001 році церкви миру були внесені до списку Всесвітньої спадщини ЮНЕСКО.

## Історія
Церкви Миру були зведені у другій половині XVII століття після Вестфальського миру 1648 року, який завершив Тридцятилітню війну (1618—1648). Під тиском протестантської Швеції імператор Священної Римської імперії Фердинанд III Габсбург (католик за віросповіданням) дозволив сілезьким лютеранам-євангелістам побудувати три церкви на території, що знаходилася під його безпосереднім управлінням.
Згода імператора містила декілька обмежень:
- церкви мусили бути побудовані тільки з недовговічних матеріалів (деревина, солома, глина, пісок);
- церкви можна було будувати лише за межами міста, однак не далі гарматного пострілу від міських стін;
- церкви не повинні були мати веж, дзвонів, а також мати традиційну форму;
- церкви повинні були бути збудовані протягом одного року;
- спорудження мало проводитися виключно на гроші протестантів;
- при церквах не можна було відкривати парафіяльні школи.

Всього було побудовано три церкви: у містах Глогув, Явор та Свідниця (донині збереглися дві з них: у Глогуві церква згоріла 1758-го року).
Попри обмеження, Церкви Миру стали найбільшими дерев'яними релігійними спорудами, адже при їх будівництві були застосовані передові архітектурні та будівельні рішення. Церква Миру у Свідниці займає 1180 кв. м. і вміщує 6000 віруючих, а церква міста Явор — 1090 кв. м. і 7500 віруючих (3000 сидячих місць).

### Церква у місті Явор

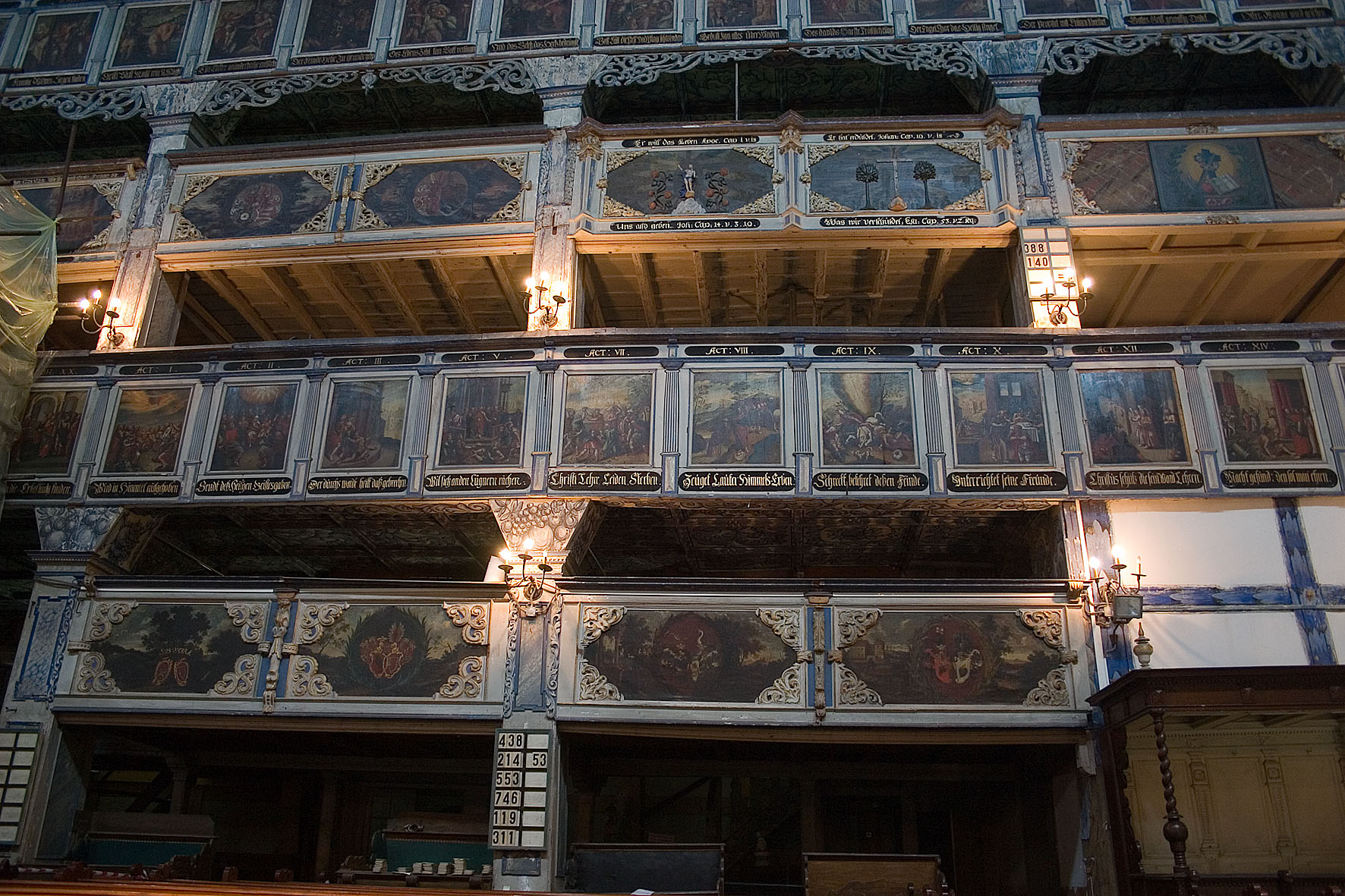
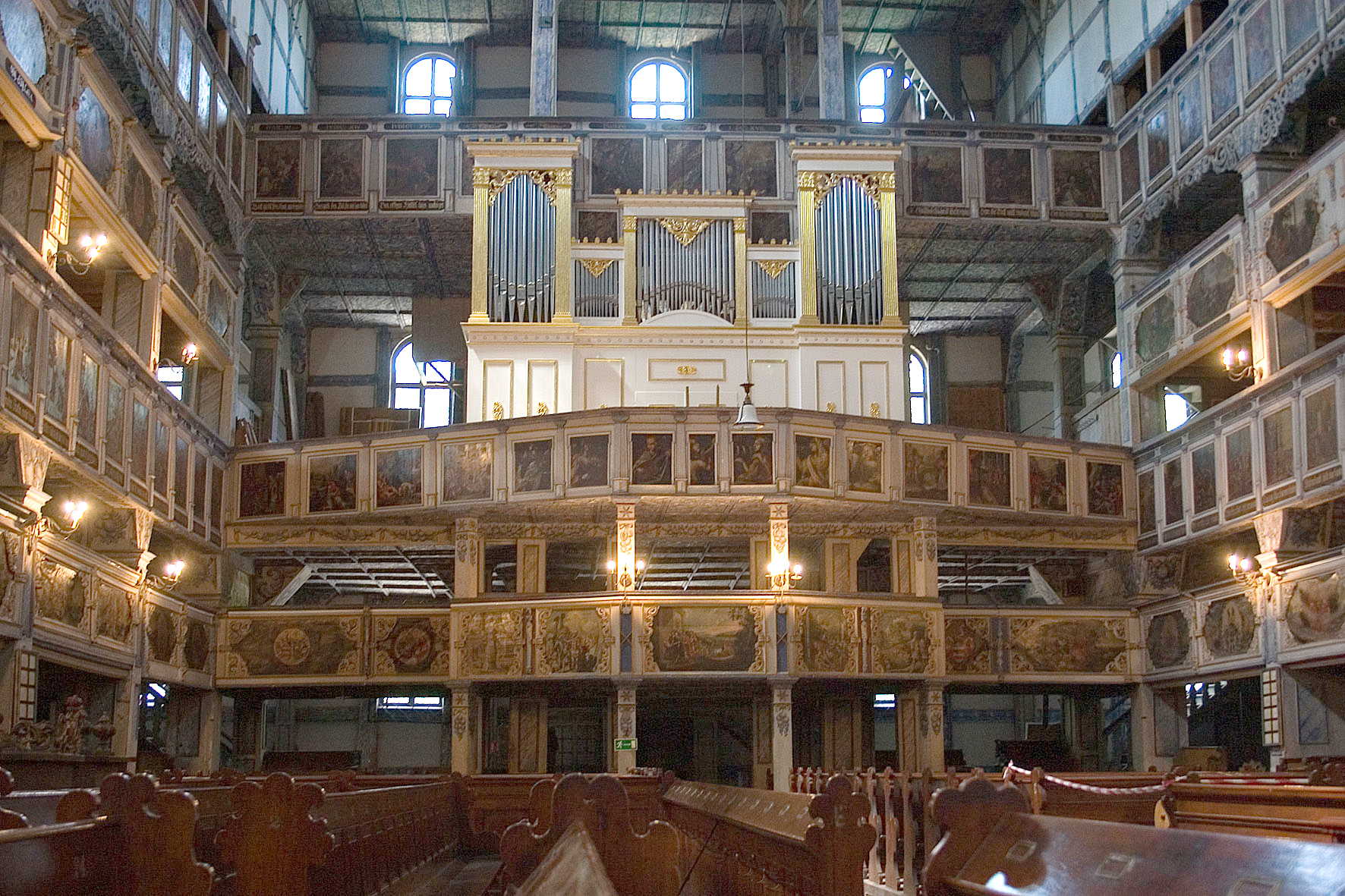
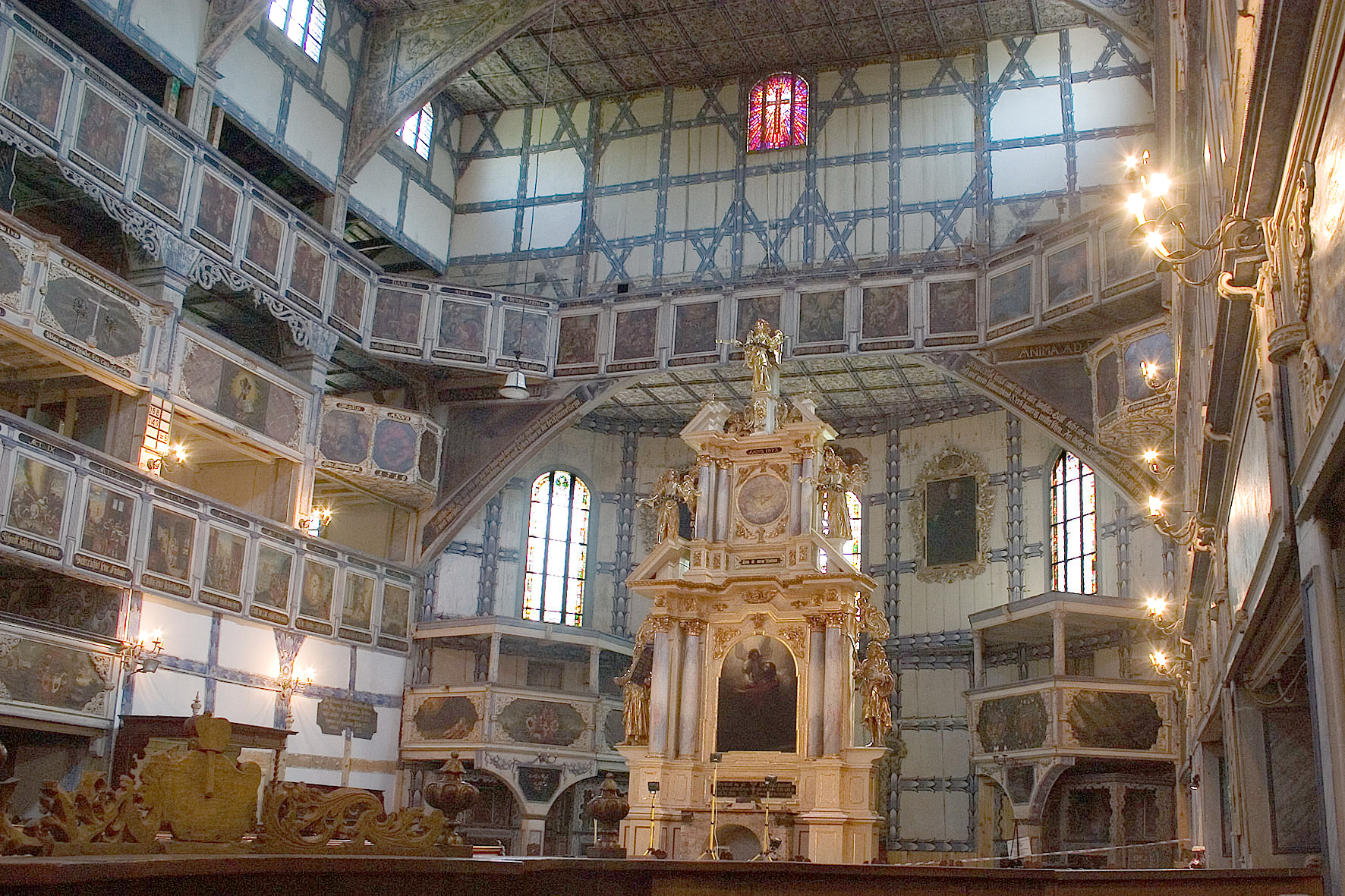
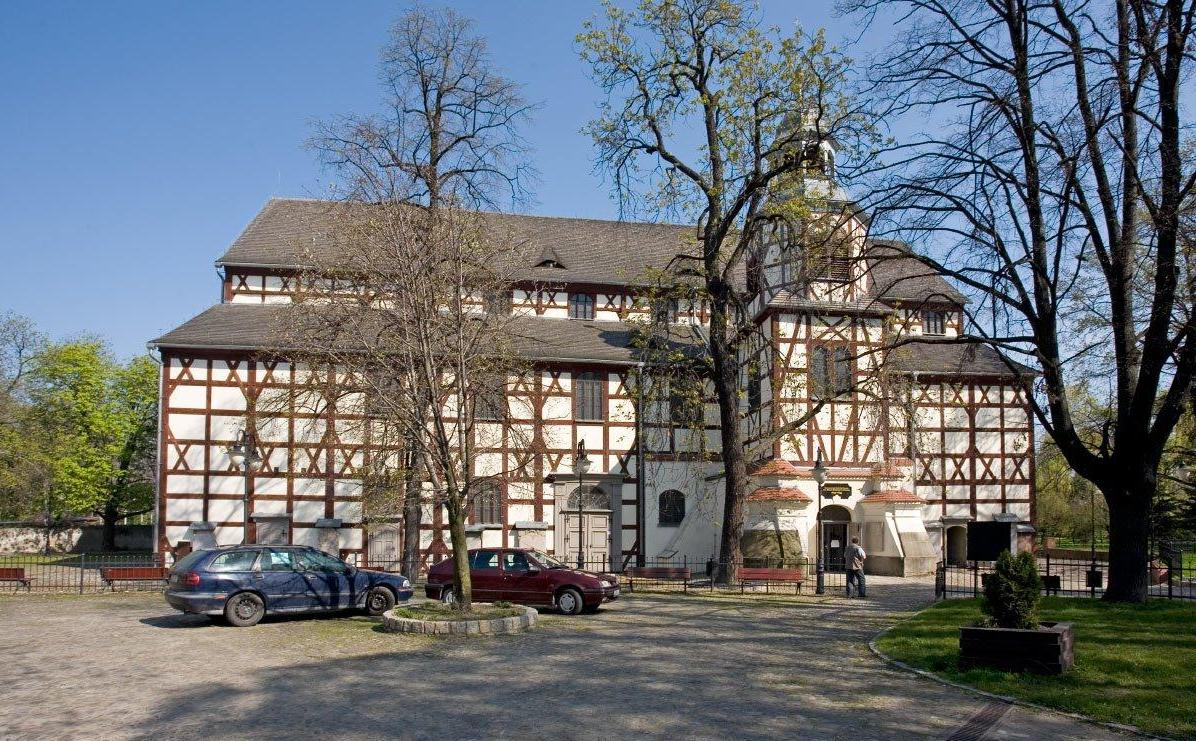
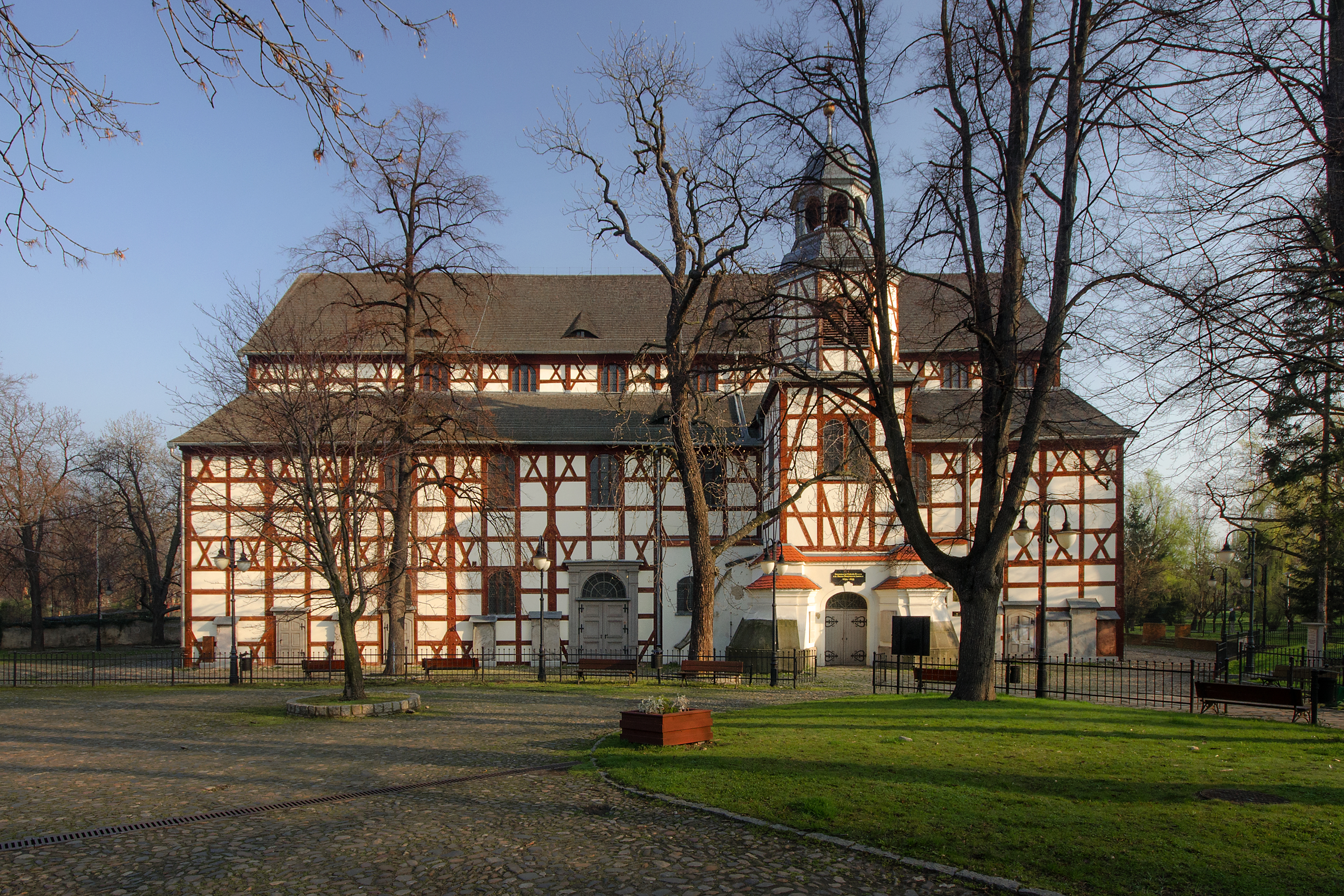
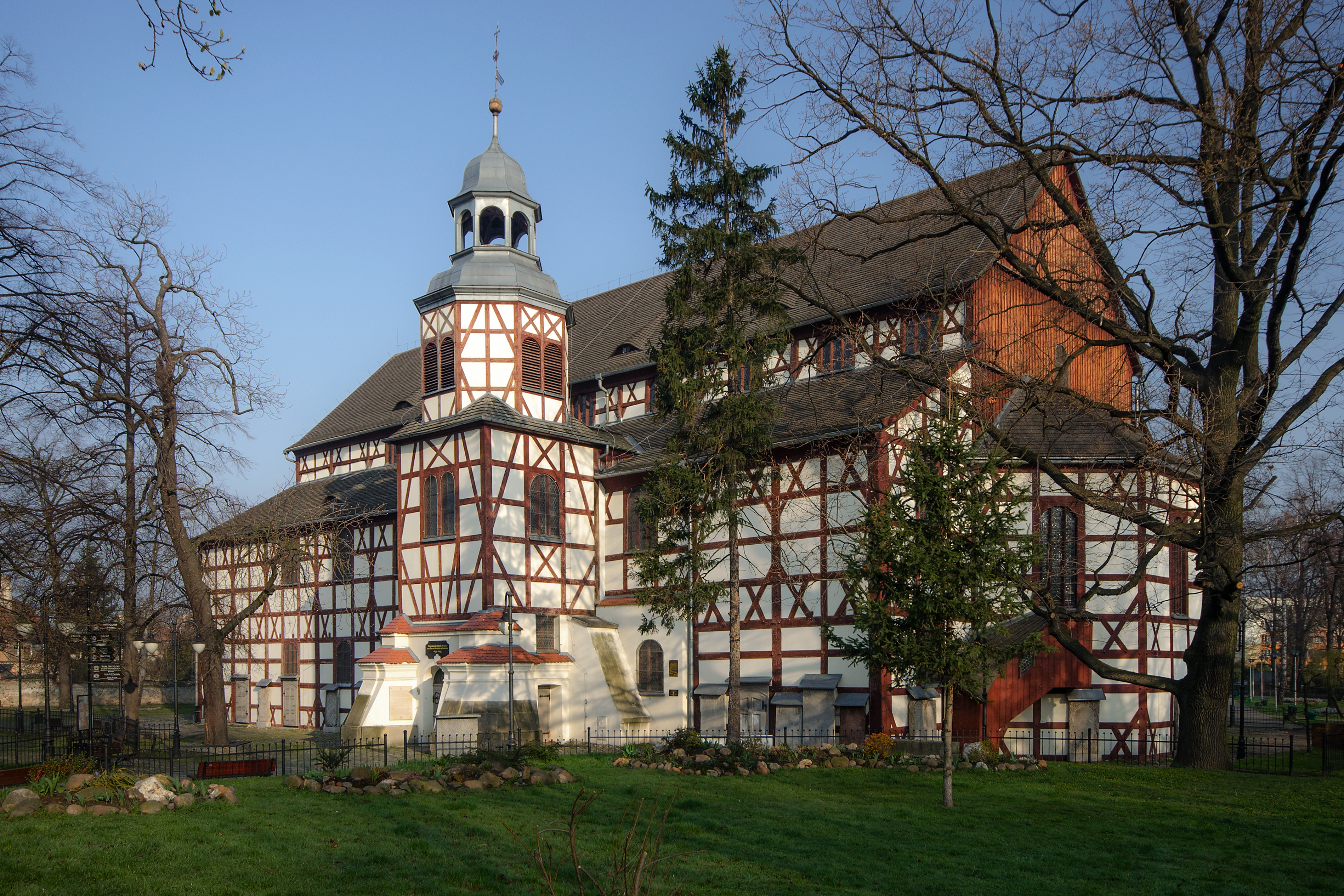

| Яворclass=notpageimage\| Об'єкт Світової спадщини на мапі |

### Церква у Свідниці

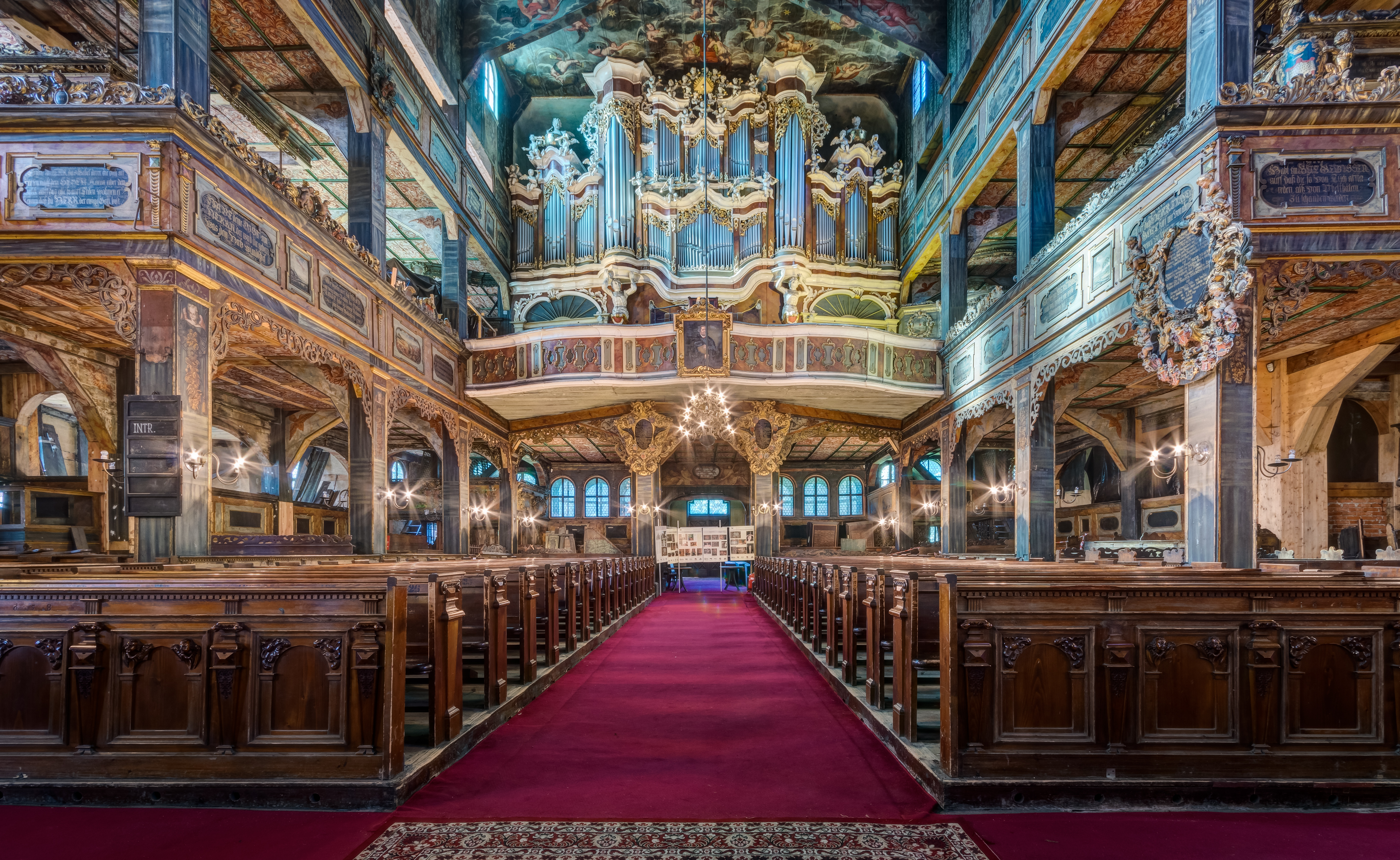
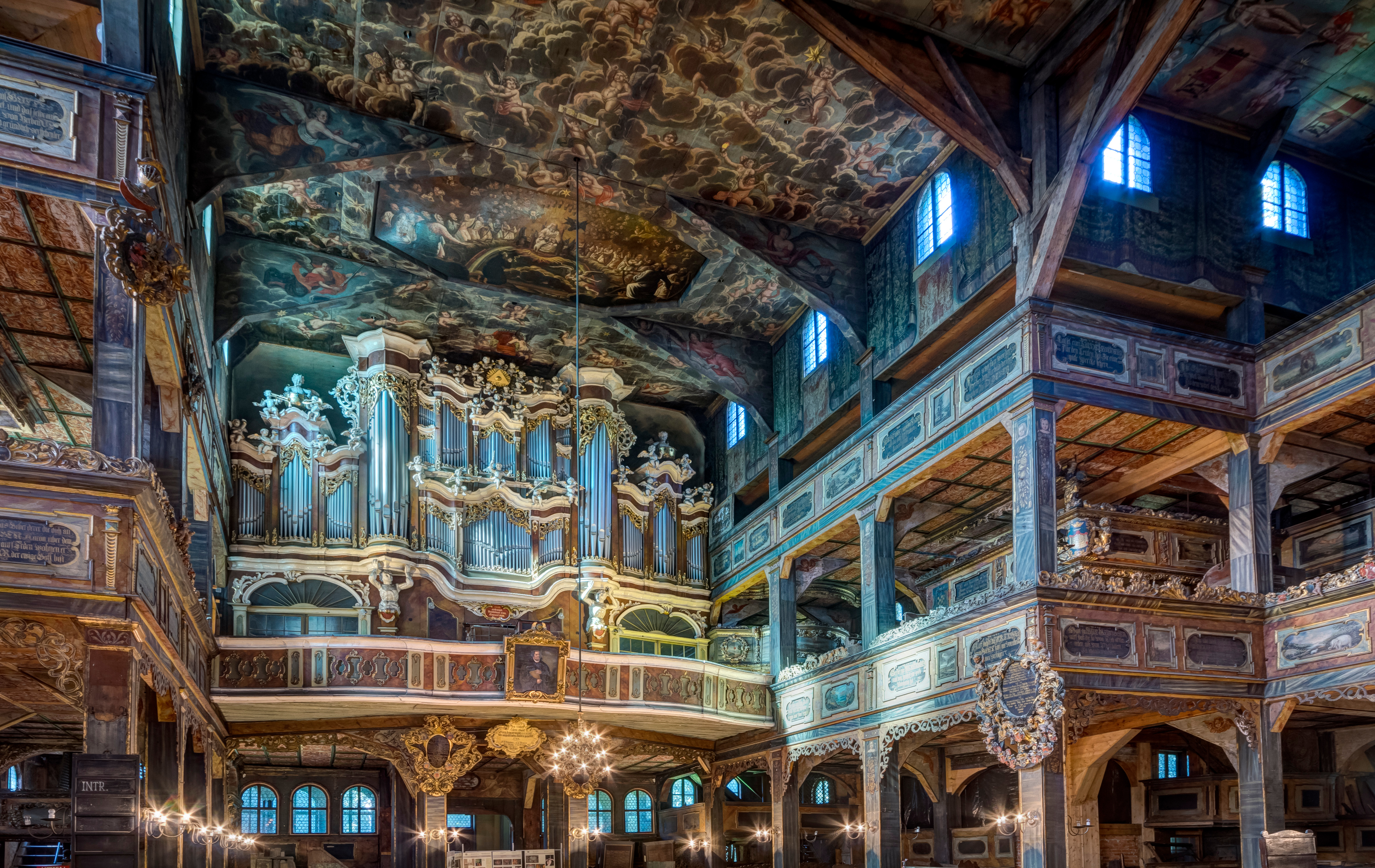
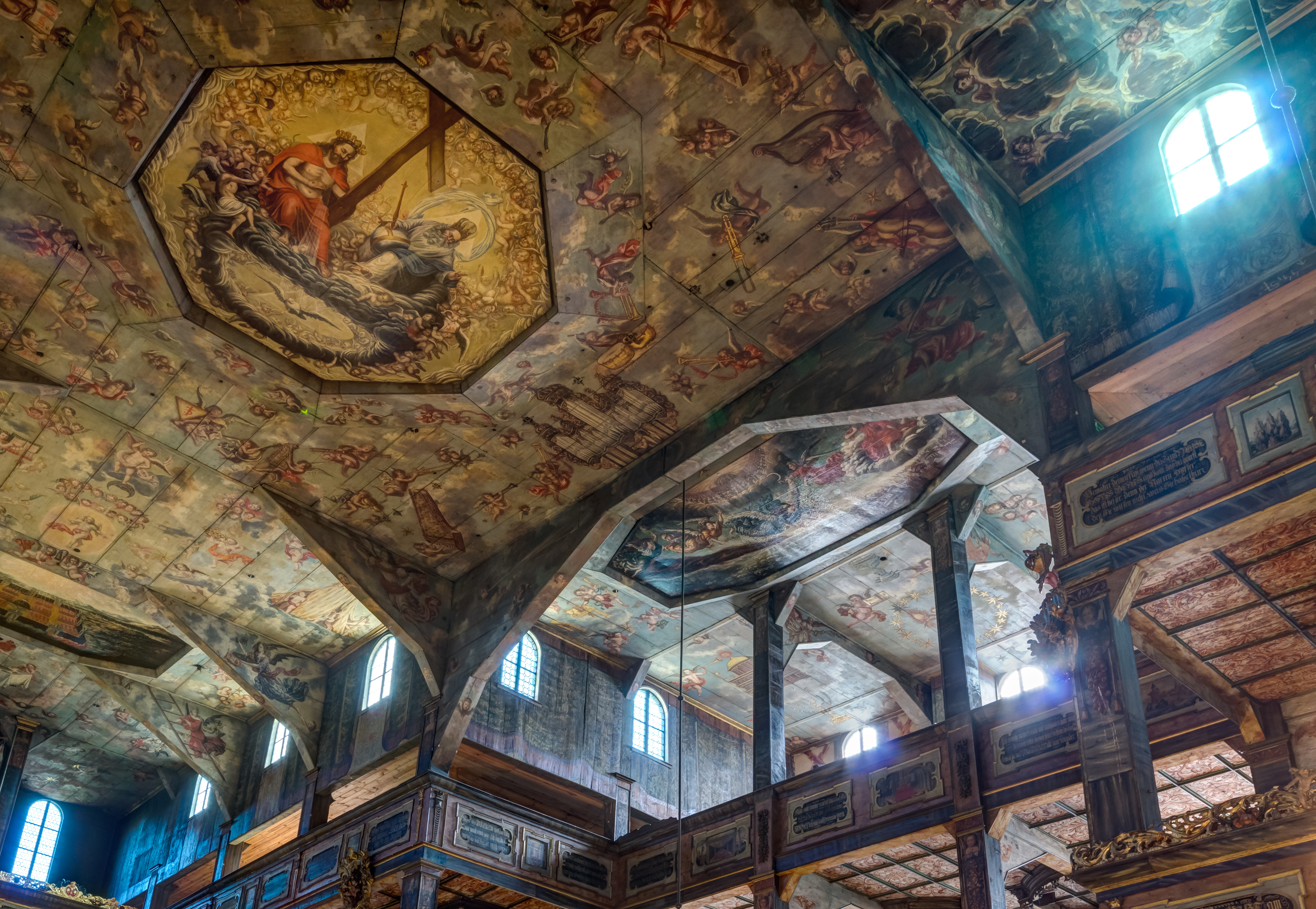
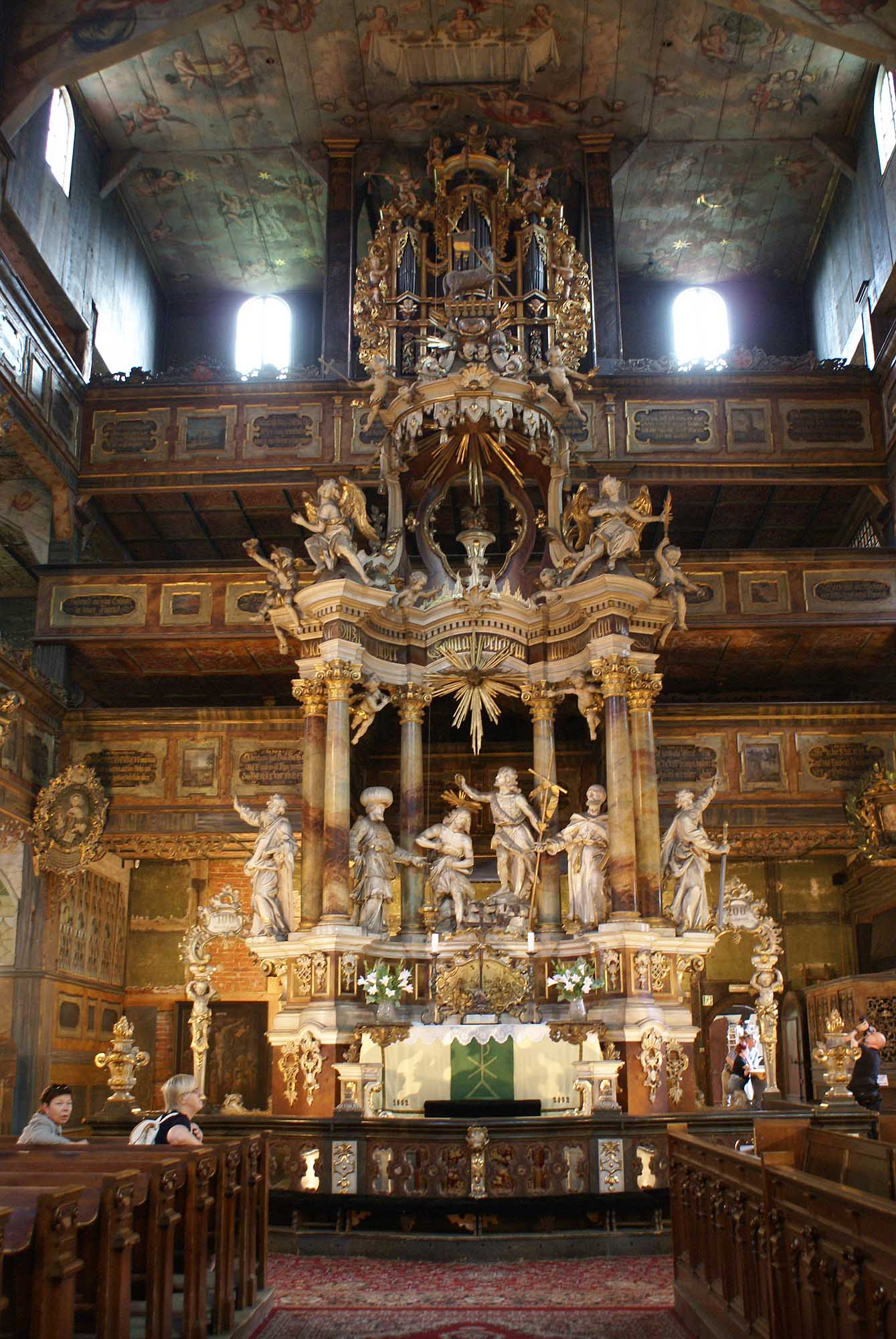
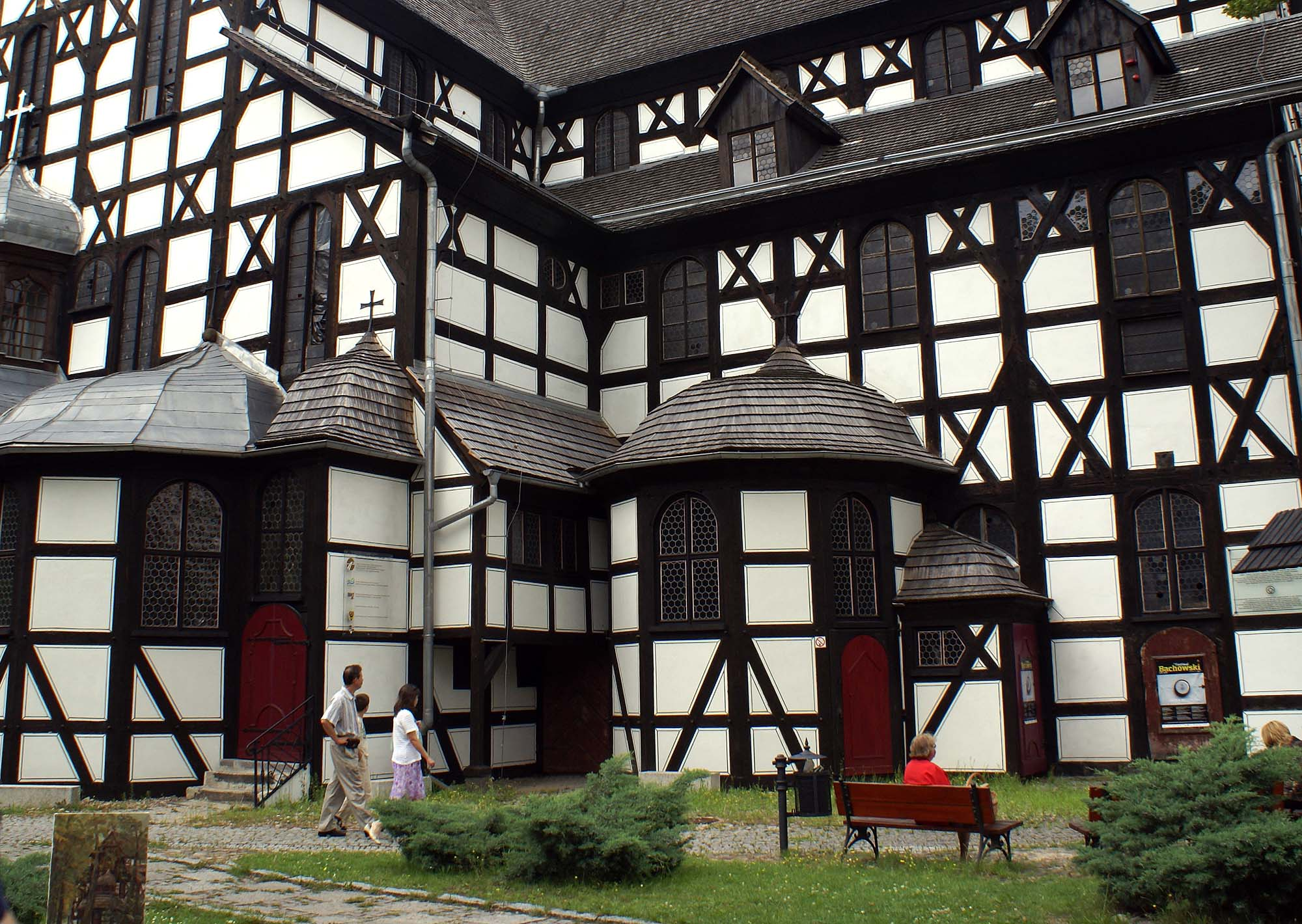
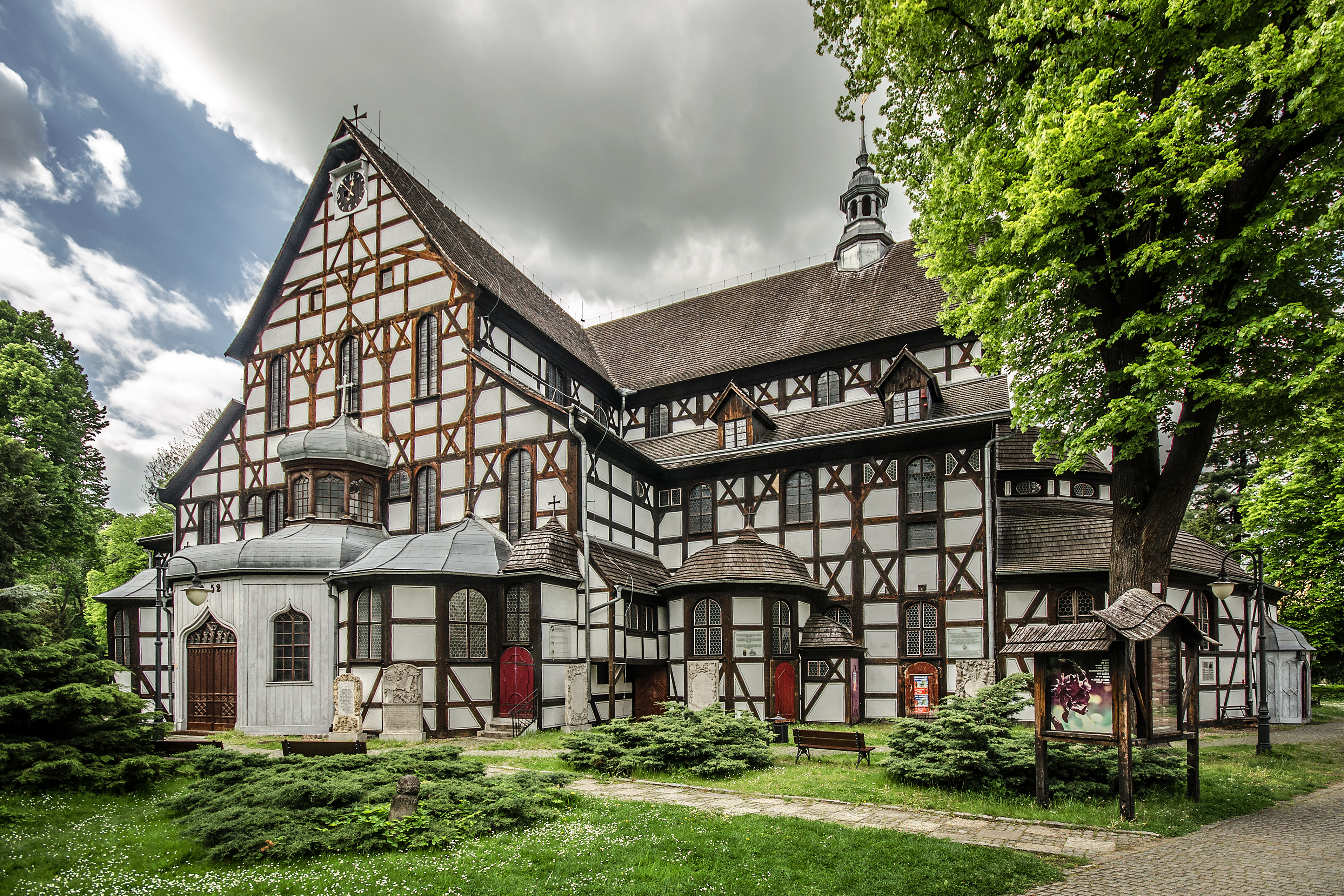

| Свідницяclass=notpageimage\| Об'єкт Світової спадщини на мапі |

### Церква у Ґлоґуві

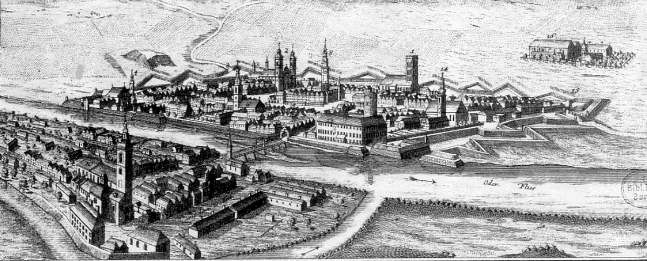
Панорама Глогау (XVII століття). Костел миру видно в правому верхньому куті